# Trésor Diowo
Trésor Diowo (Kinshasa, 2 december 1986) is een Belgisch voetballer. Hij speelt voor RES Acrenoise.

## Statistieken
| seizoen | club                        | land   | competitie         | wed. | goals |
| ------- | --------------------------- | ------ | ------------------ | ---- | ----- |
| 2006/07 | Royale Union Saint-Gilloise | België | Derde klasse       | -    | -     |
| 2007/08 | Royale Union Saint-Gilloise | België | Derde klasse       | 22   | 0     |
| 2008/09 | Royale Union Saint-Gilloise | België | Derde klasse       | -    | -     |
| 2009/10 | AFC Tubize                  | België | Tweede klasse      | 21   | 0     |
| 2010/11 | AFC Tubize                  | België | Tweede klasse      | 23   | 0     |
| 2011/12 | Beerschot AC                | België | Jupiler Pro League | 0    | 0     |
| 2012/13 | WS Woluwe (huur)            | België | Tweede klasse      | 13   | 3     |
|         |                             |        | Totaal             | 79   | 3     |